# الدوري البرازيلي الدرجة الثانية 1988
الدوري البرازيلي الدرجة الثانية 1988 هو الموسم 11 من الدوري البرازيلي الدرجة الثانية. أشرف على تنظيمه اتحاد البرازيل لكرة القدم، وكان عدد الأندية المشاركة فيه 24، وفاز فيه أسوسياو أتليتيكا إنترناسيونال ‏.